# Katalán irodalom

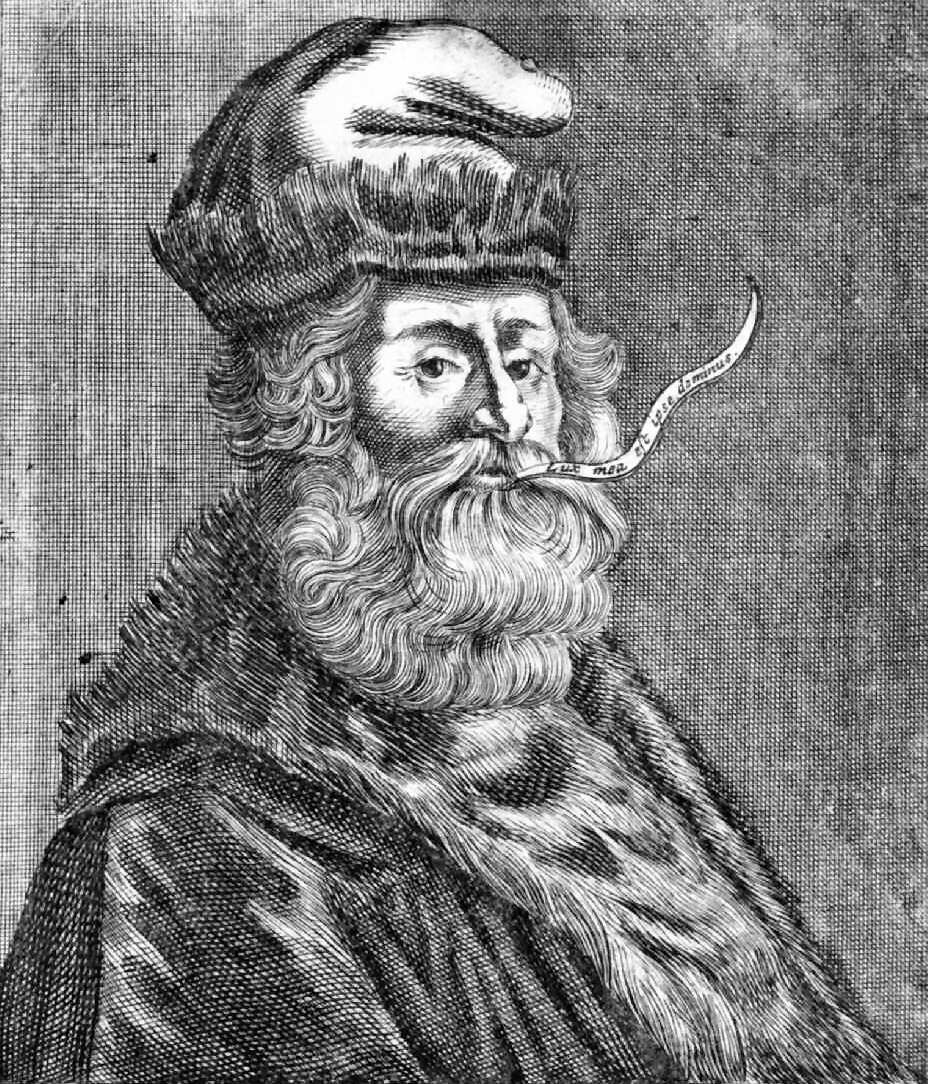
Ramon Llull

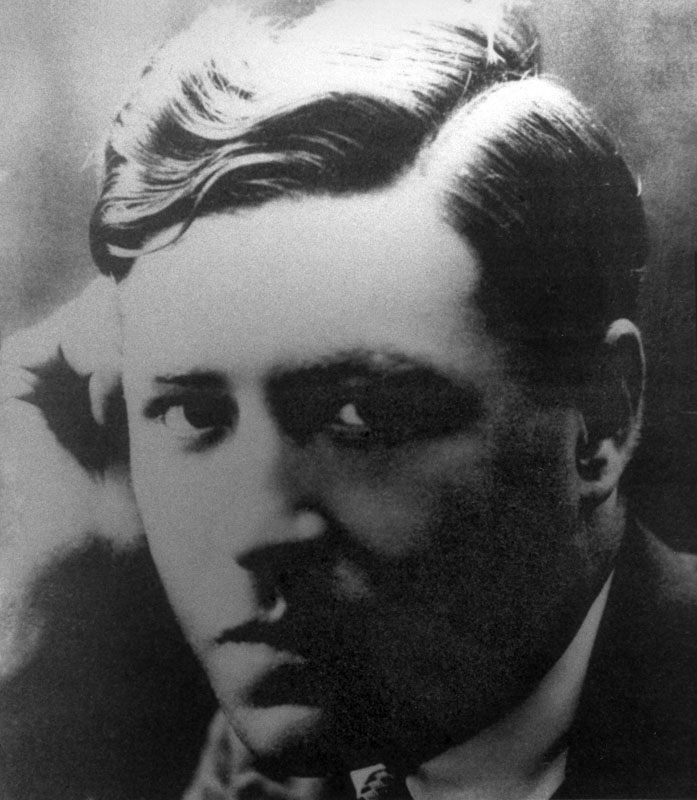
Josep Pla

A katalán irodalom alatt a katalán nyelven készült irodalmi alkotások összességét érthetjük.
Születésének területe a katalán nyelv használata szerint: Katalónia, Valencia, Baleár-szigetek.

## Története
A irodalmi nyelv használatának első fennmaradt emléke a Homilies d'Organyà a 12. század végéről illetve 13. század elejéről származik, szerkezetében még erős provanszál befolyást tükröz.
A középkor két legnevesebb katalán nyelven alkotó művésze a mallorcai Ramon Llull (1232/1233-1315/1316) író, filozófus és Ausiàs March (15. század) valenciai költő.
A virágzó 1500-as éveket a katalán irodalomban hosszú hanyatló fázis követte mintegy 1833-ig.
A 19. század második felében ismét fejlődésnek indult az irodalmi élet, melyet olyan alkotók neve fémjelzett, mint Jacint Verdaguer i Santaló (mossén Cinto Verdaguer, 1845-1902), a katalán nemzeti eposz megteremtője, aki L'Atlàntida című alkotásával 1877-ben elnyerte a rangos Jocs Florals kitüntetést. Àngel Guimerà (1845-1924) dramaturg és poéta a Terra baixa című művével emelkedett ki. Narcís Oller (1846–1930). Ők a katalán romantika és realizmus képviselőiként váltak híressé saját földjükön. A 19. század végén a modernisme irányzatának kiváló szerzője a barcelonai Joan Maragall (1860-1911) és a népszerű, Victor Catalá néven publikáló Caterina Albert i Paradís (1869-1966) volt.
A 20. században a katalán irodalmi nyelv végleg konszolidálódott. Primo de Rivera, majd Francisco Franco diktatúrája idején sok művész elhagyta Spanyolországot, illetve szűkebb hazáját, Katalóniát. Kiadásaikkal és fordítói tevékenységükkel azonban hozzájárultak a katalán kultúra népszerűsítéséhez. Ilyen szerzők: Adrià Gual i Queralt (1872 – 1943) dramaturg és színházalapító, Josep Carner (1884-1970) költő, műfordító, Joan Salvat-Papasseït (1894-1924) költő, Carles Riba i Bracons (1893-1959), J.V.Foix (Josep Vicenç Foix i Mas, 1893-1987), Salvador Espriu i Castelló (1913-1985) poéta, dramaturg és novellista , "Pere Quart", Josep Maria de Sagarra (1894 – 1961) novellista, dramaturg, költő, a rendkívül termékeny Josep Pla i Casadevall (1897-1981), Mercè Rodoreda i Gurguí (1908-1983) írónő, Llorenç Villalonga (1897-1980), a pszichológiai novella jeles képviselője. A század egyik legnépszerűbb katalán alkotója a barcelonai Pere Calders (1912-1994). További kedvelt és olvasott szerzők Gabriel Ferrater (1912 – 1994), Manuel de Pedrolo i Molina (1918-1990), Enric Valor i Vives (1911 – 2000), Joan Brossa (1919 – 1998), Ferran Torrent (*1951), Jesús Moncada (1941-2005), Manuel Sanchis-Guarner (1911-1981) valenciai filológus, történész és író, Joan Fuster (1922 – 1992) valenciai író, Quim Monzó (Joaquim Monzó i Gómez 1952), Isabel-Clara Simó (1943-2020) írónő, vagy Miquel Martí i Pol (1929-2003) poéta.
A 21. század kezdetén a nyelv szabad használata miatt a katalán nyelven kiadott könyvek száma is megsokszorozódott. Az irodalom legismertebb kortárs személyiségei Jordi Pere Cerdà pszeudonim d'Antoni Cayrol (1920) költő, dramaturg és Patrick Gifreu (*1952) költő, Joan-Lluís Lluís (*1963) perpignani származású író és Joan-Daniel Bezsonoff (*1963) novellista, a mallorcai prózaíró Baltasar Porcel (1937-2009. július 1.) és Jaume Cabré (*1947) író, forgatókönyvíró.